# Margarita Wassiljewna Fofanowa
Margarita Wassiljewna Fofanowa (russisch Маргарита Васильевна Фофанова; wiss. Transliteration Margarita Vasil'evna Fofanova; * 20. Septemberjul. / 2. Oktober 1883greg. in Syrjanka; † 29. März 1976 in Moskau) war eine russische Bolschewikin. Ihre Wohnung diente Lenin im Oktober 1917 als Versteck.
Sie studierte am Petersburger Institut für Landwirtschaft. 1917 trat sie der bolschewikischen Partei bei. 1934 wurde sie pensioniert.
Ihre Person liefert eine der Figuren für das Theaterstück Weiter … weiter … weiter! von Michail Schatrow.